# Quần đảo Virgin thuộc Mỹ tại Thế vận hội
Quần đảo Virgin thuộc Mỹ tham dự Thế vận hội lần đầu tiên năm 1968, và từ đó đã liên tục gửi vận động viên (VĐV) tới các kỳ Thế vận hội Mùa hè, trừ lần nước này tẩy chay Thế vận hội Mùa hè 1980. Đoàn Quần đảo Virgin thuộc Mỹ đã xuất hiện đều đặn tại các Thế vận hội Mùa đông được tổ chức từ 1988 tới nay ngoài kỳ năm 2010.
Quốc gia này có 1 huy chương Thế vận hội giành được năm 1988, là tấm huy chương bạc của Peter Holmberg, môn thuyền buồm.
Ủy ban Olympic quốc gia của Quần đảo Virgin thuộc Mỹ được thành lập năm 1967 và được Ủy ban Olympic Quốc tế công nhận vào cùng năm.

## Bảng huy chương

### Huy chương tại các kỳ Thế vận hội Mùa hè
| Thế vận hội           | Số VĐV        | Vàng          | Bạc           | Đồng          | Tổng số       | Xếp thứ       |
| 1896–1964             | không tham dự | không tham dự | không tham dự | không tham dự | không tham dự | không tham dự |
| Thành phố México 1968 | 1             | 0             | 0             | 0             | 0             | –             |
| München 1972          | 1             | 0             | 0             | 0             | 0             | –             |
| Montréal 1976         | 1             | 0             | 0             | 0             | 0             | –             |
| Moskva 1980           | không tham dự | không tham dự | không tham dự | không tham dự | không tham dự | không tham dự |
| Los Angeles 1984      | 10            | 0             | 0             | 0             | 0             | –             |
| Seoul 1988            | 12            | 0             | 1             | 0             | 1             | 36            |
| Barcelona 1992        | 6             | 0             | 0             | 0             | 0             | –             |
| Atlanta 1996          | 2             | 0             | 0             | 0             | 0             | –             |
| Sydney 2000           | 6             | 0             | 0             | 0             | 0             | –             |
| Athens 2004           | 7             | 0             | 0             | 0             | 0             | –             |
| Bắc Kinh 2008         | 5             | 0             | 0             | 0             | 0             | –             |
| Luân Đôn 2012         | 7             | 0             | 0             | 0             | 0             | –             |
| Rio de Janeiro 2016   | 7             | 0             | 0             | 0             | 0             | –             |
| Tokyo 2020            | chưa diễn ra  |               |               |               |               |               |
| Tổng số               | Tổng số       | 0             | 1             | 0             | 1             | 127           |

### Huy chương tại các kỳ Thế vận hội Mùa đông
| Thế vận hội              | Số VĐV        | Vàng          | Bạc           | Đồng          | Tổng số       | Xếp thứ       |
| 1924–1984                | không tham dự | không tham dự | không tham dự | không tham dự | không tham dự | không tham dự |
| Calgary 1988             | 2             | 0             | 0             | 0             | 0             | –             |
| Albertville 1992         | 1             | 0             | 0             | 0             | 0             | –             |
| Lillehammer 1994         | 8             | 0             | 0             | 0             | 0             | –             |
| Nagano 1998              | 7             | 0             | 0             | 0             | 0             | –             |
| Thành phố Salt Lake 2002 | 8             | 0             | 0             | 0             | 0             | –             |
| Torino 2006              | 1             | 0             | 0             | 0             | 0             | –             |
| Vancouver 2010           | không tham dự | không tham dự | không tham dự | không tham dự | không tham dự | không tham dự |
| Sochi 2014               | 1             | 0             | 0             | 0             | 0             | –             |
| Tổng số                  | Tổng số       | 0             | 0             | 0             | 0             | –             |

### Huy chương theo môn
| Thuyền buồm | 0 | 1 | 0 | 1 | 38  |
| Tổng số     | 0 | 1 | 0 | 1 | 127 |

## Các VĐV giành huy chương
| Huy chương | Tên VĐV        | Thế vận hội | Môn thi đấu | Nội dung |
| ---------- | -------------- | ----------- | ----------- | -------- |
| Bạc        | Peter Holmberg | Seoul 1988  | Thuyền buồm | Finn     |